# Brooks-Halbinsel

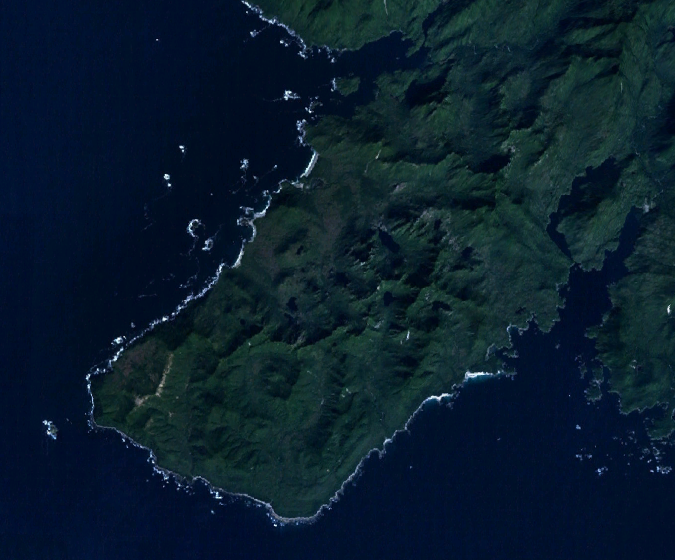
Brooks Peninsula

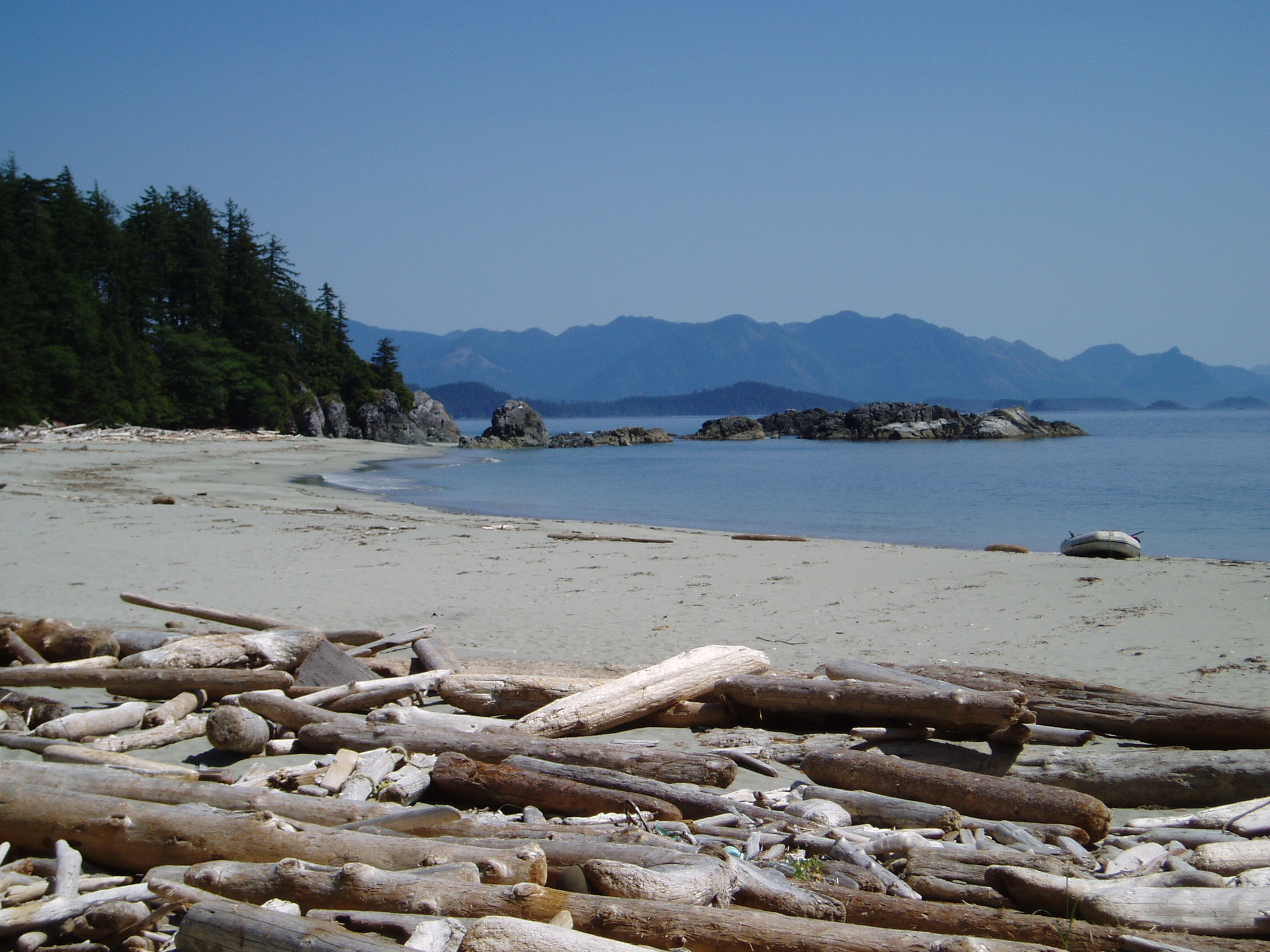
Einsamer Strand an der Brooks Peninsula

Die Brooks-Halbinsel (englisch Brooks Peninsula) ist eine über 14 km lange, felsige Halbinsel an der Westküste von Vancouver Island, nordwestlich von Kyuquot. Sie trennt die Brooks Bay im Norden von der Checleset Bay im Süden. Die Region gilt als eine der stürmischsten entlang der Küste.
Die Halbinsel ist der einzige Teil der Vancouver-Insel, der nie unter Gletschern lag. Daher hat sie eine ungewöhnliche geologische Struktur und auch Flora und Fauna weisen zahlreiche Eigenheiten auf. 

## Der Provinzpark
Der 51.631 ha große Mquqwin / Brooks Peninsula Provincial Park (bis 2009 Brookes Peninsula Provincial Park) umfasst praktisch die gesamte Halbinsel. Er ist durch eine wilde Küste, durch tief ins Land reichende Fjorde und durch Urwälder gekennzeichnet. Der höchste Berg ist der Snowsaddle Mountain mit 1143 m, dazu kommen der Klaskish Peak (963 m), der Nunatak (930 m) und der Doom Mountain (787 m). Ostwärts des Parks ragen die Berge bis über 2100 m Höhe auf.
Auf der Halbinsel stehen ausgedehnte Areale „alten Waldes“, also noch nicht von Holzeinschlag betroffenen Waldes (Old-growth forest). Der seltene Marmelalk, der alte Wälder bevorzugt, ist hier heimisch.
Ähnlich wie das nahegelegene Checleset Bay Ecological Reserve bietet der Park Fischottern ein Refugium, die in British Columbia um 1920 fast ausgerottet waren. 1969–1972 hat man sie aus Alaska wieder hier angesiedelt, so dass man heute wieder mit mehr als 2000 Tieren rechnet. Westlich vor der Küste gibt es eine begrenzte Fischerei.
Für motorisierte Fahrzeuge ist der Park nicht zugänglich. Zwar ist Campen erlaubt, doch es gibt keinerlei Infrastruktur. Die wenigen Besucher kommen von Quatsino Sound im Norden oder Kyuquot Sound im Süden. In Kyuquot und Zeballos kann man auch Boote und Wasserflugzeuge chartern. 

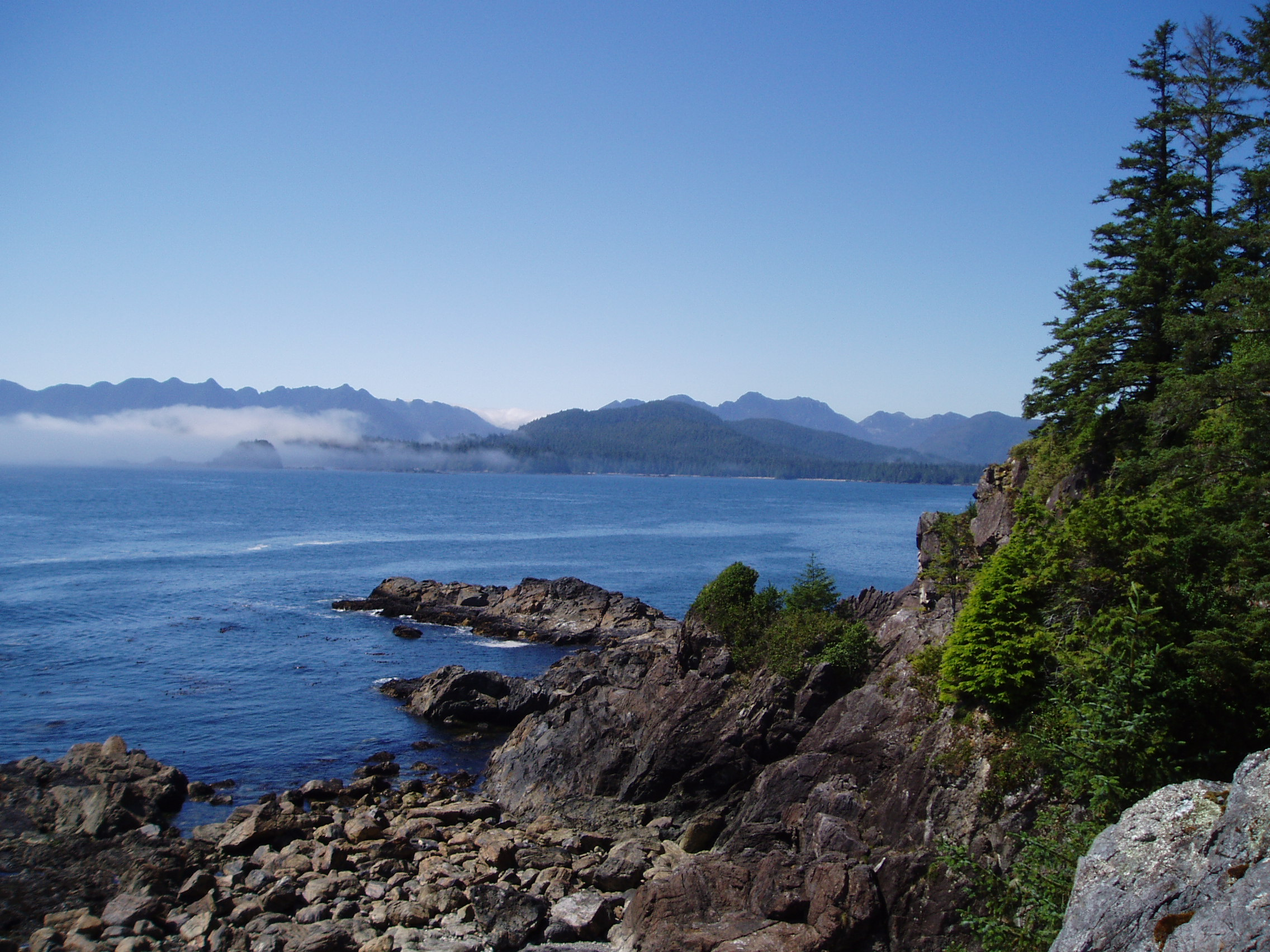
Blick von Bunsby Island auf Brooks Peninsula

Der Park liegt im Stammesgebiet der Kyuquot-Cheklesahht und der Quatsino First Nation.
Die ursprüngliche, nur 28.780 ha große Schutzzone (recreation area) wurde 1986 eingerichtet, jedoch 1995 zu einem Provinzpark der Klasse A erhoben, dem darüber hinaus die 22.851 ha große Brooks-Nasparti-Region hinzugefügt wurde. Dieses Gebiet umfasst das Entwässerungsgebiet des Nasparti River und anderer Bäche, die in die Johnson-Lagune münden. Dazu kommen die Küsten am Nasparti Inlet, der Power River und der Battle Creek sowie das Mount-Seaton-Gebiet. Die Battle Bay heißt nicht zufällig so, denn hier wurden tatsächlich mehrere Schlachten ausgetragen.
Die Lois Property (33 ha) östlich des Parks birgt möglicherweise geringe Goldvorkommen. Sie liegt 18 km südwestlich von Port Alice. Schon 1960 wurden hier vergeblich Prospektionen vorgenommen. Um 1975 wurde das Gebiet aufgegeben. Seit 1988 sucht hier die Gold Leaf Ventures lnc.
Die nahegelegene Solander Island ist ein ökologisches Schutzgebiet und nicht zugänglich. Auch die südlich an den Park angrenzenden Gebiete sind nur nach Kontaktaufnahme mit den örtlichen First Nations zugänglich.

## Internetmedien
- Video zu Kahlschlag, Interviews, bei archive.org, 14. August 2011